# 페탈로필룸과
페탈로필룸과(Petalophyllaceae)는 망울이끼강 리본이끼목에 속하는 우산이끼류과의 하나이다.

## 하위 속
- Petalophyllum
- Sewardiella